# F-дивергенция
f-дивергенцией (f-расхождением) называется класс функционалов {\displaystyle D_{f}(P\parallel Q)}, определяющих в общем случае несимметричную меру расхождения между двумя распределениями вероятностей {\displaystyle P} и {\displaystyle Q}. Обычно применяется в теории информации и теории вероятностей. Функционал однозначно определяется (порождается) функцией {\displaystyle f(t)}, удовлетворяющей определённым условиям.
Данный класс дивергенций был введён и изучался независимо друг от друга учёными Чисара, Моримото, а также Али и Силви. Поэтому иногда можно встретить названия f-дивергенция Чисара, дивергенция Чисара—Моримото или расстояние Али—Силви.

## Определение
Пусть {\displaystyle P} и {\displaystyle Q} — распределения вероятностей, заданные на множестве {\displaystyle \Omega }, такие что {\displaystyle P} абсолютно непрерывно по отношению к {\displaystyle Q}. Пусть функция {\displaystyle f(t)} выпукла при {\displaystyle t\geq 0} и {\displaystyle f(1)=0}. Тогда функция {\displaystyle f} задаёт f-дивергенцию {\displaystyle P} относительно {\displaystyle Q} следующим образом:
{\displaystyle D_{f}(P\parallel Q)=\int _{\Omega }f\left({\frac {dP}{dQ}}\right)dQ=\operatorname {E} _{Q}f\left({\frac {dP}{dQ}}\right).}
Если {\displaystyle \mu } — любая мера на {\displaystyle \Omega }, и оба распределения {\displaystyle P} и {\displaystyle Q} непрерывны относительно {\displaystyle \mu }, т.е. существуют функции {\displaystyle p={\frac {dP}{d\mu }}} и {\displaystyle q={\frac {dQ}{d\mu }}}, тогда f-дивергенция может быть записана как
{\displaystyle D_{f}(P\parallel Q)=\int _{\Omega }f\left({\frac {p}{q}}\right)q\,d\mu .}
В случае лебеговой меры {\displaystyle \mu =x} распределения имеют плотности {\displaystyle p(x)} и {\displaystyle q(x)}, тогда f-дивергенция принимает вид
{\displaystyle D_{f}(P\parallel Q)=\int _{\Omega }f\left({\frac {p(x)}{q(x)}}\right)q(x)\,dx.}
Для дискретных распределений {\displaystyle P=\{p_{i}\}} и {\displaystyle Q=\{q_{i}\}}, где {\displaystyle i=1,...,N},
{\displaystyle D_{f}(P\parallel Q)=\sum _{i=1}^{N}f\left({\frac {p_{i}}{q_{i}}}\right)q_{i}.}
Функция {\displaystyle f(t)} определена с точностью до слагаемого {\displaystyle c(t-1)}, где {\displaystyle c} — произвольная константа. Действительно, вид f-дивергенции не зависит от выбора {\displaystyle c}, поскольку слагаемое {\displaystyle c(t-1)} функции {\displaystyle f(t)} даёт нулевой вклад в значение интеграла. Кроме того, функция {\displaystyle f(t)} может содержать положительную мультипликативную константу {\displaystyle k}, которая определяет единицу измерения дивергенции. В связи с этим некоторые авторы (например, Бассевиль) указывают дополнительные ограничения, налагаемые на функцию {\displaystyle f(t)}:
{\displaystyle f'(1)=0,}
{\displaystyle f''(1)=1.}
Первое из этих ограничений фиксирует константу {\displaystyle c}, второе — константу {\displaystyle k}. Условие {\displaystyle f'(1)=0} может быть полезно тем, что в этом случае {\displaystyle f(t)\geq 0} с минимумом в точке {\displaystyle t=1} (см. Лизе и Вайда), и выражение для f-дивергенции интуитивно проще воспринимается. Однако такой способ конкретизировать функцию {\displaystyle f(t)} не всегда удобен: например, для существования непрерывной версии f-энтропии, связанной с данной f-дивергенцией, может потребоваться другое значение константы {\displaystyle c}.
f-дивергенция может быть разложена в ряд Тейлора и записана в виде взвешенной суммы расстояний χ-типа (см. Нильсен и Нок).

## Частные случаиf-дивергенции
Многие известные дивергенции, такие как дивергенция Кульбака—Лейблера, квадрат расстояния Хеллингера, расстояние хи-квадрат и ряд других, являются частными случаями f-дивергенции, которым соответствует определённый выбор функции {\displaystyle f(t)}. В следующей таблице приведены некоторые распространённые виды дивергенций между распределениями вероятностей и соответствующая им функция {\displaystyle f(t)} (см. Лизе и Вайда).
| Дивергенция                                  | Порождающая функция {\displaystyle f(t)} |
| -------------------------------------------- | --- |
| Дивергенция Кульбака—Лейблера                | {\displaystyle t\ln t} |
| Обратная Дивергенция Кульбака—Лейблера       | {\displaystyle -\ln t} |
| Квадрат расстояния Хеллингера                | {\displaystyle {\frac {1}{2}}({\sqrt {t}}-1)^{2},\,1-{\sqrt {t}},\,t-{\sqrt {t}}} |
| Расстояние полной вариации                   | {\displaystyle {\frac {1}{2}}\|t-1\|\,} |
| Расстояние {\displaystyle \chi ^{2}} Пирсона | {\displaystyle (t-1)^{2},\,t^{2}-1,\,t^{2}-t} |
| Расстояние {\displaystyle \chi ^{2}} Неймана | {\displaystyle {\frac {1}{t}}-1,\,{\frac {1}{t}}-t} |
| Альфа-дивергенция                            | {\displaystyle {\begin{cases}{\frac {4}{1-\alpha ^{2}}}{\big (}t-t^{(1+\alpha )/2}{\big )},&{\text{если}}\ \alpha \neq \pm 1,\\t\ln t,&{\text{если}}\ \alpha =1,\\-\ln t,&{\text{если}}\ \alpha =-1\end{cases}}} |
| Альфа-дивергенция (другие обозначения)       | {\displaystyle {\begin{cases}{\frac {t^{\alpha }-t}{\alpha (\alpha -1)}},&{\text{если}}\ \alpha \neq 0,\,\alpha \neq 1,\\t\ln t,&{\text{если}}\ \alpha =1,\\-\ln t,&{\text{если}}\ \alpha =0\end{cases}}}        |

## Свойства
- Неотрицательность: ƒ-дивергенция всегда неотрицательна, и равна нулю, только если распределения {\displaystyle P} и {\displaystyle Q} совпадают. Это непосредственно следует из неравенства Йенсена:
{\displaystyle D_{f}(P\!\parallel \!Q)=\int _{\Omega }\!f{\bigg (}{\frac {dP}{dQ}}{\bigg )}dQ\geq f{\bigg (}\int _{\Omega }{\frac {dP}{dQ}}dQ{\bigg )}=f(1)=0.}
- Монотонность: если {\displaystyle \kappa } — произвольная переходная вероятность, которая переводит меры {\displaystyle P} и {\displaystyle Q} соответственно в {\displaystyle P_{\kappa }} и {\displaystyle Q_{\kappa }}, тогда
{\displaystyle D_{f}(P\!\parallel \!Q)\geq D_{f}(P_{\kappa }\!\parallel \!Q_{\kappa }).}
Равенство здесь имеет место тогда и только тогда, когда переход порождается достаточной статистикой по отношению к {\displaystyle \{P,Q\}}.
- Совместная выпуклость: для любого {\displaystyle 0\leq \lambda \leq 1}
{\displaystyle D_{f}{\Big (}\lambda P_{1}+(1-\lambda )P_{2}\parallel \lambda Q_{1}+(1-\lambda )Q_{2}{\Big )}\leq \lambda D_{f}(P_{1}\!\parallel \!Q_{1})+(1-\lambda )D_{f}(P_{2}\!\parallel \!Q_{2}).}
Это следует из выпуклости отображения {\displaystyle (p,q)\mapsto qf(p/q)} на {\displaystyle \mathbb {R} _{+}^{2}}.
- Самодвойственность: если {\displaystyle D(P\parallel Q)} является f-дивергенцией, то {\displaystyle D(Q\parallel P)} тоже является f-дивергенцией, т.е. класс f-дивергенций содержит как прямые, так и обратные (двойственные) дивергенции. Действительно,

{\displaystyle {D^{*}}_{f}(P\parallel Q){\stackrel {\mathrm {df} }{\;=\;}}D_{f}(Q\parallel P)=\int _{\Omega }f\left({\frac {dQ}{dP}}\right)dP=\int _{\Omega }f^{*}\left({\frac {dP}{dQ}}\right)dQ=D_{f^{*}}(P\parallel Q),}

где {\displaystyle f^{*}(t)=tf(1/t)} — двойственная порождающая функция. Нетрудно видеть, что {\displaystyle f^{*}(1)=f(1)=0}, {\displaystyle f^{*}(t)} непрерывна (кроме, быть может, точки  {\displaystyle t=0}) и {\displaystyle {f^{*}}''(t)={\frac {1}{t^{3}}}f''(1/t)\geq 0} почти всюду на {\displaystyle t\geq 0} в силу выпуклости {\displaystyle f}, т.е. функция {\displaystyle f^{*}(t)} удовлетворяет условиям порождающей функции f-дивергенции.

С учётом последнего свойства класс f-дивергенций можно было бы эквивалентным образом определить как {\displaystyle {D^{*}}_{f}(P\parallel Q)=\operatorname {E} _{P}f\left({\frac {dQ}{dP}}\right)}. Подобное определение встречается, например, у Чжана. Таким образом, интерпретация распределения {\displaystyle Q} как истинного, которая следует из определения f-дивергенции, не является её фундаментальным свойством, а является лишь следствием соглашения о порядке следования аргументов в определении. Иными словами, аргументы {\displaystyle P} и {\displaystyle Q} концептуально равноправны.
f-дивергенция является безразмерной величиной независимо от размерности множества {\displaystyle \Omega }.

## Связанные понятия
Кроме f-дивергенции, И. Чисар определил связанное с ней понятие f-энтропии (Чисар).